# Samsung Gear VR

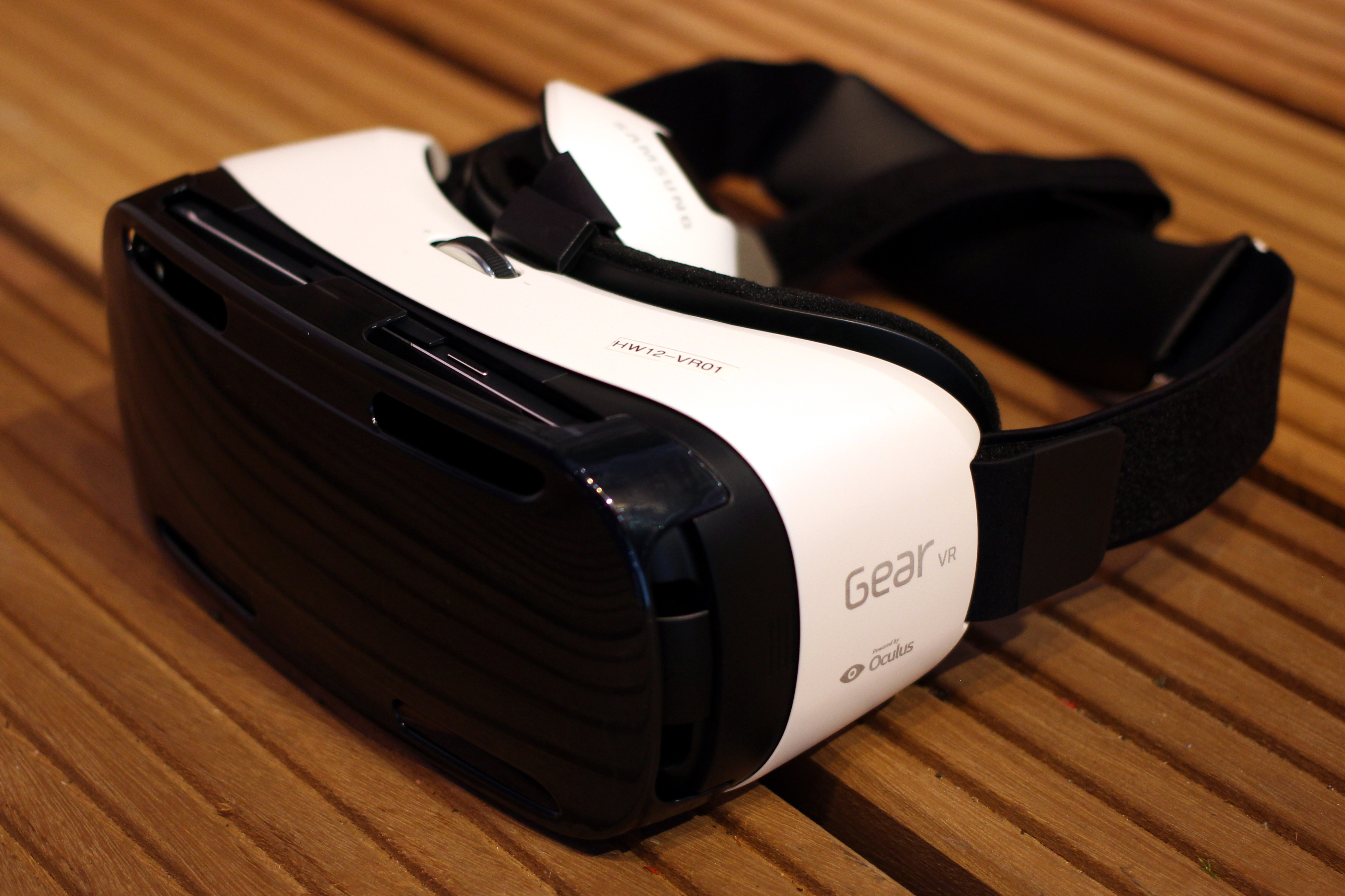
Samsung Gear VR

Samsung Gear VR är VR-glasögon för virtuell verklighet i mobilen som utvecklats av Samsung Electronics i samarbete med Oculus. Gear VR släpptes den 27 november 2015. För att använda Gear VR behövs en smartphone från Samsung.

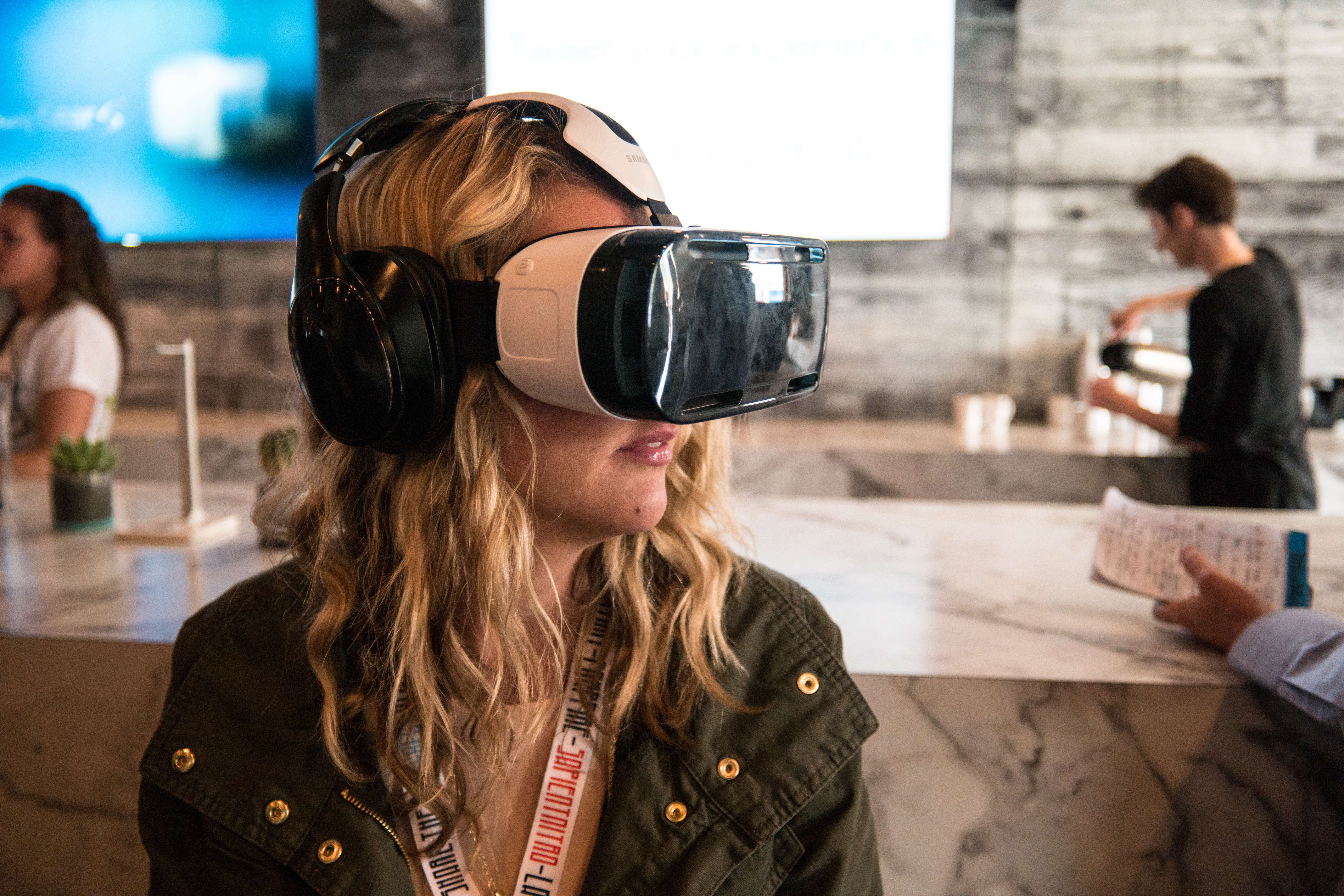
En kvinna använder Samsung Gear VR på SXSW 2015.

## Utgåvor och passande mobiltelefoner
Samsung Galaxy VR  (SM-R325), år 2017 
- Samsung Galaxy Note 9 (med Samsung-adapter) Galaxy Note9 passar bara till Gear VR SM-R325NZVC**[6]

- Samsung Galaxy S10+
- Samsung Galaxy S10
- Samsung Galaxy S10e
- Samsung Galaxy S9
- Samsung Galaxy S9+
- Samsung Galaxy Note8
- Samsung Galaxy S8
- Samsung Galaxy S8+

Med adapter kopplad till USB-C-uttag passar nedanstående modeller:
- Samsung Galaxy S6
- Samsung Galaxy S6 Edge
- Samsung Galaxy S6 Edge+
- Samsung Galaxy Note 5
- Samsung Galaxy S7
- Samsung Galaxy S7 Edge
- Samsung Galaxy A8
- Samsung Galaxy A8 Plus
- Samsung Galaxy A8 Star

Samsung Galaxy VR  (SM-R324), år 2017
- Samsung Galaxy S8
- Samsung Galaxy S8+

Med adapter kopplad till USB-C-uttag passar nedanstående modeller:
- Samsung Galaxy S6
- Samsung Galaxy S6 Edge
- Samsung Galaxy S6 Edge+
- Samsung Galaxy Note 5
- Samsung Galaxy S7
- Samsung Galaxy S7 Edge

Samsung Galaxy VR (SM-R323), fjärrkontroll, år 2016
- Samsung Galaxy Note7 (initialt)

Med adapter kopplad till USB-C-uttag passar nedanstående modeller: 
- Samsung Galaxy S6
- Samsung Galaxy S6 Edge
- Samsung Galaxy S6 Edge+
- Samsung Galaxy Note 5
- Samsung Galaxy S7
- Samsung Galaxy S7 Edge

Samsung Galaxy VR (SM-R322), år 2015
- Samsung Galaxy S6
- Samsung Galaxy S6 Edge
- Samsung Galaxy S6 Edge+
- Samsung Galaxy Note 5
- Samsung Galaxy S7
- Samsung Galaxy S7 Edge

Samsung Gear VR  (SM-R321) - för utvecklare
- Samsung Galaxy S6
- Samsung Galaxy S6 Edge

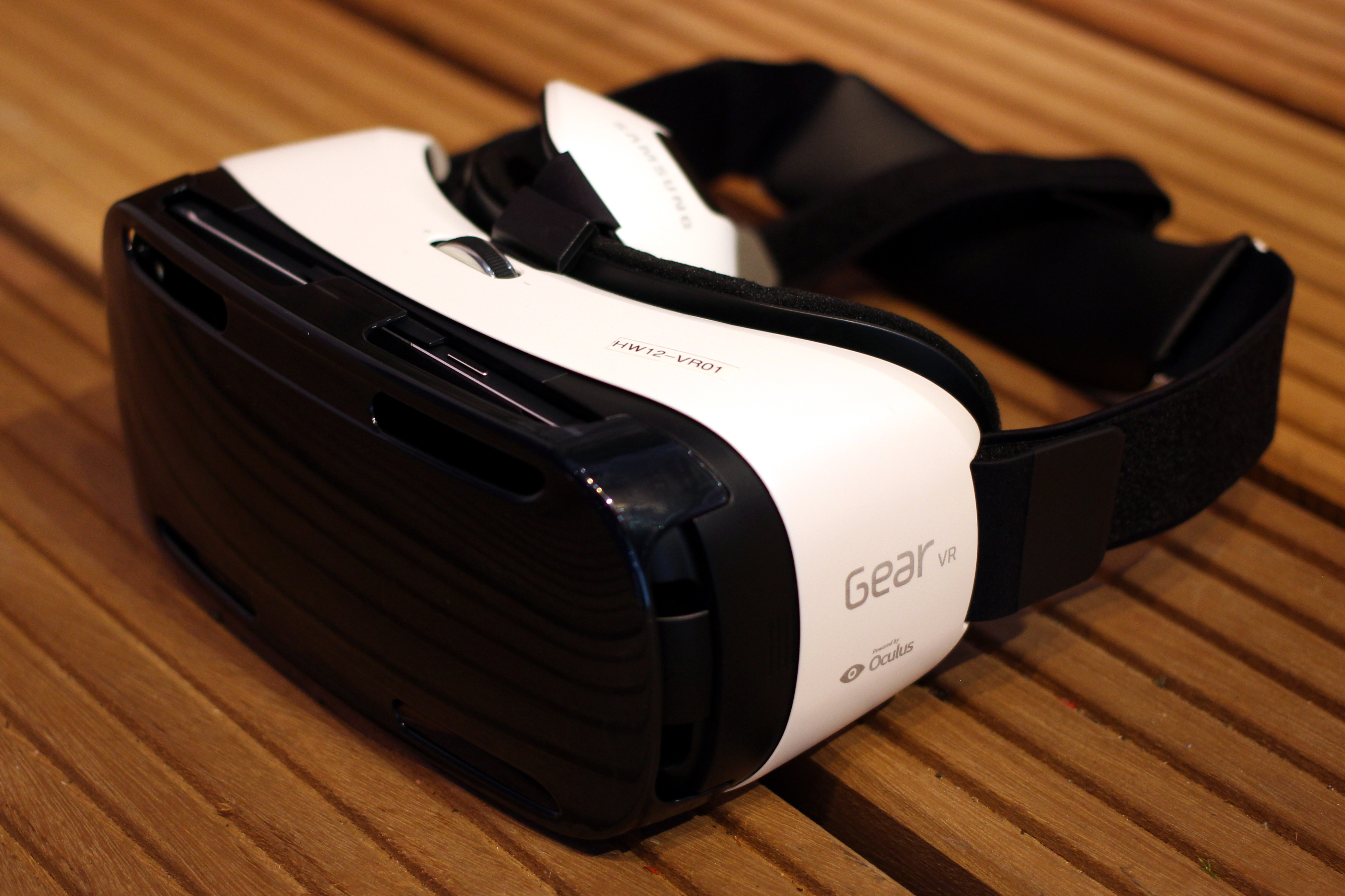
Samsung Gear VR SM-R320

Samsung Gear VR (SM-R320) - för utvecklare
Samsung Galaxy Note 4